# Rauschenberg

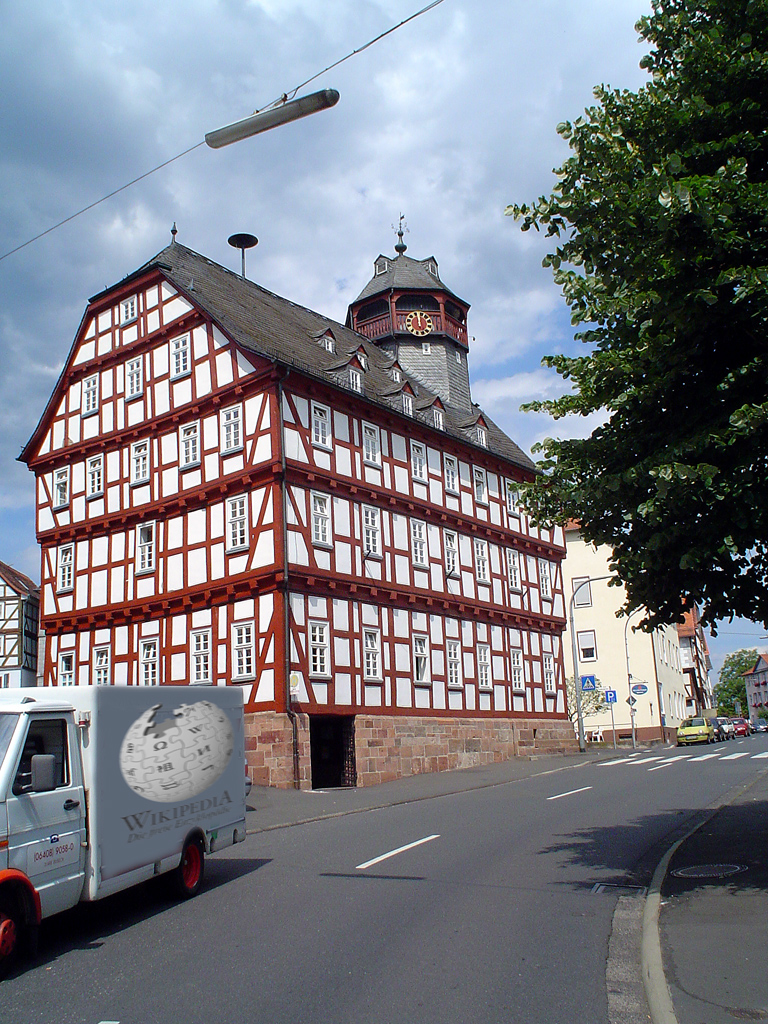
Het gemeentehuis van Rauschenberg

Rauschenberg is een gemeente in de Duitse deelstaat Hessen, en maakt deel uit van de Landkreis Marburg-Biedenkopf.
Rauschenberg telt 4.410 inwoners.
Amöneburg ·
Angelburg ·
Bad Endbach ·
Biedenkopf ·
Breidenbach ·
Cölbe ·
Dautphetal ·
Ebsdorfergrund ·
Fronhausen ·
Gladenbach ·
Kirchhain ·
Lahntal ·
Lohra ·
Marburg ·
Münchhausen ·
Neustadt (Hessen) ·
Rauschenberg ·
Stadtallendorf ·
Steffenberg ·
Weimar (Lahn) ·
Wetter (Hessen) ·
Wohratal